# Bahía Tortugas
Bahía Tortugas es una localidad mexicana del Municipio de Mulegé, Baja California Sur. Está situada en la Bahía Tortugas, próxima a Punta Eugenia. 
En 2005, INEGI registró una población de 2,671 habitantes. Es cabecera delegacional dentro del Municipio de Mulegé.
La actividad principal es la pesca, y en los últimos años se ha intentando promover el turismo.

## Clima
| Parámetros climáticos promedio de Bahía Tortugas (1991-2020) | Parámetros climáticos promedio de Bahía Tortugas (1991-2020) | Parámetros climáticos promedio de Bahía Tortugas (1991-2020) | Parámetros climáticos promedio de Bahía Tortugas (1991-2020) | Parámetros climáticos promedio de Bahía Tortugas (1991-2020) | Parámetros climáticos promedio de Bahía Tortugas (1991-2020) | Parámetros climáticos promedio de Bahía Tortugas (1991-2020) | Parámetros climáticos promedio de Bahía Tortugas (1991-2020) | Parámetros climáticos promedio de Bahía Tortugas (1991-2020) | Parámetros climáticos promedio de Bahía Tortugas (1991-2020) | Parámetros climáticos promedio de Bahía Tortugas (1991-2020) | Parámetros climáticos promedio de Bahía Tortugas (1991-2020) | Parámetros climáticos promedio de Bahía Tortugas (1991-2020) | Parámetros climáticos promedio de Bahía Tortugas (1991-2020) |
| Mes                                                          | Ene.                                                         | Feb.                                                         | Mar.                                                         | Abr.                                                         | May.                                                         | Jun.                                                         | Jul.                                                         | Ago.                                                         | Sep.                                                         | Oct.                                                         | Nov.                                                         | Dic.                                                         | Anual                                                        |
| ------------------------------------------------------------ | ------------------------------------------------------------ | ------------------------------------------------------------ | ------------------------------------------------------------ | ------------------------------------------------------------ | ------------------------------------------------------------ | ------------------------------------------------------------ | ------------------------------------------------------------ | ------------------------------------------------------------ | ------------------------------------------------------------ | ------------------------------------------------------------ | ------------------------------------------------------------ | ------------------------------------------------------------ | ------------------------------------------------------------ |
| Temp. máx. abs. (°C)                                         | 31                                                           | 31                                                           | 32                                                           | 36                                                           | 36                                                           | 35                                                           | 38                                                           | 39                                                           | 39                                                           | 40                                                           | 36                                                           | 31                                                           | 40                                                           |
| Temp. máx. media (°C)                                        | 20.8                                                         | 21.7                                                         | 22.2                                                         | 23.9                                                         | 24.1                                                         | 25.3                                                         | 28.6                                                         | 30.4                                                         | 30.4                                                         | 27.6                                                         | 24.5                                                         | 21.3                                                         | 25.1                                                         |
| Temp. media (°C)                                             | 15.2                                                         | 15.9                                                         | 16.6                                                         | 17.8                                                         | 18.5                                                         | 19.9                                                         | 22.7                                                         | 24.4                                                         | 24.6                                                         | 21.7                                                         | 18.7                                                         | 15.7                                                         | 19.3                                                         |
| Temp. mín. media (°C)                                        | 9.6                                                          | 10.1                                                         | 10.8                                                         | 11.7                                                         | 12.9                                                         | 14.5                                                         | 17.1                                                         | 18.5                                                         | 18.8                                                         | 15.9                                                         | 12.8                                                         | 10.1                                                         | 13.6                                                         |
| Temp. mín. abs. (°C)                                         | 3                                                            | 2                                                            | 4                                                            | 6                                                            | 7                                                            | 6                                                            | 9                                                            | 11                                                           | 2.4                                                          | 9                                                            | 6                                                            | 3                                                            | 2                                                            |
| Precipitación total (mm)                                     | 6.9                                                          | 13.9                                                         | 5.9                                                          | 0.8                                                          | 0.0                                                          | 1.5                                                          | 0.2                                                          | 2.0                                                          | 5.4                                                          | 8.0                                                          | 5.6                                                          | 12.2                                                         | 62.4                                                         |
| Días de precipitaciones (≥ 0.1 mm)                           | 1.2                                                          | 1.7                                                          | 0.8                                                          | 0.2                                                          | 0.0                                                          | 0.0                                                          | 0.1                                                          | 0.3                                                          | 0.4                                                          | 0.7                                                          | 0.6                                                          | 1.3                                                          | 7.3                                                          |
| Fuente: SMN                                                  |                                                              |                                                              |                                                              |                                                              |                                                              |                                                              |                                                              |                                                              |                                                              |                                                              |                                                              |                                                              |                                                              |